# Maria Curatolo
Maria Curatolo (Turín, Italia, 12 de octubre de 1963) es una atleta italiana retirada especializada en la prueba de maratón, en la que ha conseguido ser subcampeona europea en 1994.

## Carrera deportiva
En el Campeonato Europeo de Atletismo de 1994 ganó la medalla de plata en la carrera de maratón, recorriendo los 42,195 km en un tiempo de 2:30.33 segundos, llegando a meta tras la portuguesa Manuela Machado y por delante de la rumana Adriana Barbu.